# Jean Hytier
Jean Hytier est un poète et essayiste français né le 4 janvier 1899 dans le 11e arrondissement de Paris et mort le 11 mars 1983 à Manhattan,.
Il publie son premier recueil, Le violon chante et pleure, en 1916. Il est alors en seconde au collège Rollin. L'année suivante, il a pour professeur de philosophie Jules Romains, dont l'influence sera sur lui très grande. Quelques années plus tard, alors qu'il est professeur au collège de Charolles, il fonde une revue, Le mouton blanc, qui veut être "l'organe du classicisme moderne". Ce classicisme, qui doit beaucoup à l'unanimisme, Jean Hytier l'illustrera dans ses nouveaux recueils, La belle sorcière (1924) et La cinquième saison (1933). Professeur à l'université de Téhéran, puis à la faculté des lettres d'Alger, il est nommé directeur du Service des lettres au ministère de l'Education nationale par le gouvernement d'Alger, pendant la guerre. Il occupe ces fonctions en France jusqu'en 1948. Depuis cette date, il est professeur à l'université de Columbia. On lui doit de nombreux essais touchant à la poésie (Le plaisir poétique, 1923; Les techniques modernes du vers français, 1923; La poétique de Valéry, 1953) et l'édition des Œuvres de Paul Valéry dans la Pléiade.

## Œuvres
- Le violon chante et pleure, Paris, 1916 (poésie).
- Les romans de l'individu. Constant, Sainte-Beuve, Stendhal, Mérimée, Fromentin, avec un florilège de ces auteurs, Paris, 1928.
- Edition des Œuvres de Blaise Pascal, Paris, 6 vol., 1928-1929.
- La cinquième saison, Marseille, 1933 (poésie).
- André Gide, Alger 1938, Paris, 1945.
- L'Iran de Gobineau, Alger, Éditions Cafre, 1939.
- Les arts de littérature, Alger, 1941; Paris, 1946.
- Eloge de Paul Valéry, Paris, 1945.
- La poétique de Valéry, Paris, 1953 ; 1970.
- Edition des Œuvres de Paul Valéry, Paris (Bibliothèque de la Pléiade), 2 vol., 1957-1960.
- Questions de littérature. Etudes valéryennes et autres, Genève, 1967.

## Prix
- 1954 : Prix Gustave Le Métais-Larivière de l'Académie française[4]